# NGC 6695
NGC 6695 é uma galáxia espiral barrada (SBb) localizada na direcção da constelação de Lyra. Possui uma declinação de +40° 22' 02" e uma ascensão recta de 18 horas, 42 minutos e 42,8 segundos.
A galáxia NGC 6695 foi descoberta em 22 de Agosto de 1884 por Édouard Jean-Marie Stephan.